# Notomithrax
Notomithrax is een geslacht van kreeftachtigen uit de klasse van de Malacostraca (hogere kreeftachtigen).

## Soorten
- Notomithrax minor (Filhol, 1885)
- Notomithrax peronii (H. Milne Edwards, 1834)
- Notomithrax spinosus (Miers, 1879)
- Notomithrax ursus (Herbst, 1788)